# Firas Fayyad
Firas Fayyad (ou Feras Fayyad) est un réalisateur, producteur, scénariste, monteur et directeur de la photographie syrien, principalement connu pour son documentaire Les Derniers Hommes d'Alep de 2017, qui lui a valu des critiques élogieuses et de nombreuses récompenses et nominations, notamment pour l'Oscar du meilleur long métrage documentaire, faisant de lui le premier réalisateur syrien nommé pour un Oscar et il remporte également un Emmy Award du meilleur documentaire d’actualité.
Firas Fayyad et son équipe n'ont pas pu assister à la 90e cérémonie des Oscars, son visa ayant été refusé en réponse à l'ordre exécutif 13780 du président des États-Unis, Donald Trump.

## Biographie
Firas Fayyad est né en Syrie, entouré de sept sœurs et a fait ses études en Europe. Il a été arrêté deux fois pour avoir filmé les manifestations, puis il a documenté les atrocités du régime de Bachar el-Assad au péril de sa vie, et subi la torture en prison (ongles arrachés, chocs électriques) à cause de ses films. Ayant reçu des menaces de mort, il fuit la Syrie par la Jordanie, est désormais réfugié au Danemark et travaille régulièrement au nord de la Syrie,,,,. 
Il est principalement connu pour son documentaire Les Derniers Hommes d'Alep, sur les Casques blancs, secouristes qui interviennent dans des zones civiles tenues par l'opposition et bombardées, durant le siège d'Alep est. Son documentaire The Cave, qui suit une jeune pédiatre, le docteur Amani Ballour, responsable d'un hôpital souterrain de la Ghouta orientale, est également reconnu,. 
En 2020, Firas Fayyad témoigne de ce qu'il a vécu lors de son emprisonnement dans la branche 251 des services secrets syriens, il fait partie des 24 témoins et rescapés de la torture, qui sont entendus lors du procès de l'ancien officier syrien Anwar Raslan, arrêté puis jugé en Allemagne pour crime contre l'humanité, en particulier des actes de torture sur 4 000 détenus dont 58 en sont morts. Il décide de réaliser un documentaire sur le procès de Coblence. 

## Filmographie

### Comme scénariste et réalisateur
- 2013 : Wide Shot-Close Shot (documentaire)
- 2013 : Windows' (documentaire)
- 2016 : Between the Fighter in Syria (série documentaire)
- 2017 : Les Derniers Hommes d'Alep (documentaire)[8] ,[1]
- 2018 : The Good Enemy (documentaire)
- 2019 : The Cave (documentaire)[9] , [10]

### Comme producteur
- 2017 : One Day in Aleppo (court-métrage)

### Comme monteur
- 2013 : Train of Silence (court-métrage)
- 2013 : Untold Stories (documentaire)
- 2017 : One Day in Aleppo (court-métrage)

## Récompenses et distinctions
- 90th Academy Awards - Academy Award pour le meilleur documentaire
- 2017 Sundance Film Festival - Documentaire Grand Prix du Jury
- Independent Spirit Award du meilleur documentaire
- 2017 Peabody Award - Meilleur Documentaire
- 2017 Festival International du Documentaire de Copenhague - CPH:DOX Grand Prix for du meilleur documentaire
- 2019 Festival du film international de Toronto  People's Choice Award, Documentaries: The Cave